# Карл Клосковскі
Карл Клосковскі (нім. Karl Kloskowski; 9 лютого 1917, Ланков — 23 квітня 1945, Гарц) — німецький офіцер Ваффен-СС, гауптштурмфюрер СС, танкіст-ас, кавалер Лицарського хреста Залізного хреста з Дубовим листям.

## Ранні роки
Карл Клосковскі народився 9 лютого 1917 року в місті Ланков. В 30-х роках вступив в СС (квиток № 310 800).
1 грудня 1936 року Клосковскі поступив до Частин посилення СС, де він служив у 3-му штурмі штандарта СС «Германія». В 1939 році Карл стає командиром взводу.

## Друга світова війна

### Перші роки війни
В 1940 році Клосковскі був переведений в 11-й штандарт СС «Тотенкопф», а в 1941 — в 3-тю роту розвідувального батальйону дивізії СС «Райх». 16 листопада 1941 року був тяжко поранений на Східному фронті.

### Третя битва за Харків
На початку 1943 року був командиром взводу в 4-й роті 2-го танкового полку СС. 8 лютого Гауптшарфюрер СС Карл Клосковскі засік приховану радянську протитанкову позицію, що загрожувала німецькому флангу. Швидко діючи, він негайно атакував і розгромив радянський протитанковий взвод з 76,2-мм знаряддям і протитанковими рушницями.
15 лютого Клосковскі несподіваним ударом розгромив радянську протитанкову позицію, знищивши дві протитанкові гармати, і, діючи практично самотужки, відкинув назад атаку ворожого батальйону.
21 лютого він знищив чотири протитанкові гармати, вісім вантажівок і розвідувальний бронеавтомобіль. Після цього Клосковскі раптовим ударом захопив важливий міст на річці Вовча, на підступах до Павлограду, зламавши сильний опір противника — він знищив три протитанкові гармати і розсіяв червоноармійську саперну команду. У селі біля мосту він зіткнувся з трьома Т-34, вступив в бій і підбив один з них. Потім Карл очолив атакуючі дії передових загонів дивізії і записав на свій рахунок ще чотири протитанкові гармати, дванадцять вантажівок і одну «Катюшу». Ця смілива акція запезпечила безперешкодний рух німецьких бойових груп, і за неї Клосковскі був нагороджений Лицарським хрестом Залізного хреста 11 липня 1943 року.
25 лютого Карл, чий взвод очолював один із напрямів атаки, розігнав цілий батальйон радянської піхоти — звернені у втечу червоноармійці покидали зброю, в руки німців потрапили значні трофеї.

### Операція «Цитадель»
В червні 1943 року стає командиром 7-ї роти в 2-му танковому полку СС. В ході операції «Цитадель» на своєму Pz-III він знищив 15 танків Т-34. За це, 5 листопада, його нагородили Почесною застібкою на орденську стрічку для Сухопутних військ.

### Нормандія
З липня 1944 року воював у Нормандії проти військ союзників. 11 серпня 1944 року Карл став третім з усього лише шести ротних командирів танкових військ Третього Рейху, нагороджених Дубовим листям до Лицарського хреста Залізного хреста. В битві за Нормандію його рота була кращою в дивізії ротою Pz-IV за кількістю підбитих ворожих танків. Клосковскі покинув дивізію СС «Дас Райх» восени 1944.

### 1945
В 1945 році воював в складі танкової бригади СС «Вестфален» в Гарці. 23 квітня 1945 року Карл був захоплений в полон американськими військами і розстріляний.

## Звання
- Шарфюрер СС (1939)
- Гауптшарфюрер СС (10 січня 1943)
- Унтерштурмфюрер СС (20 квітня 1943)
- Оберштурмфюрер СС (9 листопада 1943)
- Гауптштурмфюрер СС (9 листопада 1944)

## Нагороди
- Штурмовий піхотний знак в бронзі (3 липня 1941)
- Залізний хрест
  - 2-го класу (19 липня 1941)
  - 1-го класу (2 жовтня 1941)
- Нагрудний знак «За поранення»
  - в чорному (16 листопада 1941)
  - в сріблі (12 грудня 1943)
- Медаль «За зимову кампанію на Сході 1941/42»
- Почесна застібка на орденську стрічку для Сухопутних військ (15 листопада 1943)
- Лицарський хрест Залізного хреста з Дубовим листям
  - Лицарський хрест (11 липня 1943) як гауптшарфюрер СС і командир взводу в 4-й роті 2-го танкового полку СС «Дас Райх»
  - Дубове листя (№ 546; 11 серпня 1944) як оберштурмфюрер СС і командир 7-ї роти 2-го танкового полку СС «Дас Райх»
- Німецький хрест в золоті (23 травня 1944) як оберштурмфюрер СС і командир 7-ї роти 2-го танкового полку СС «Дас Райх»
- Нагрудний знак «За танкову атаку» 2-го ступеня «25»